# Addio al celibato

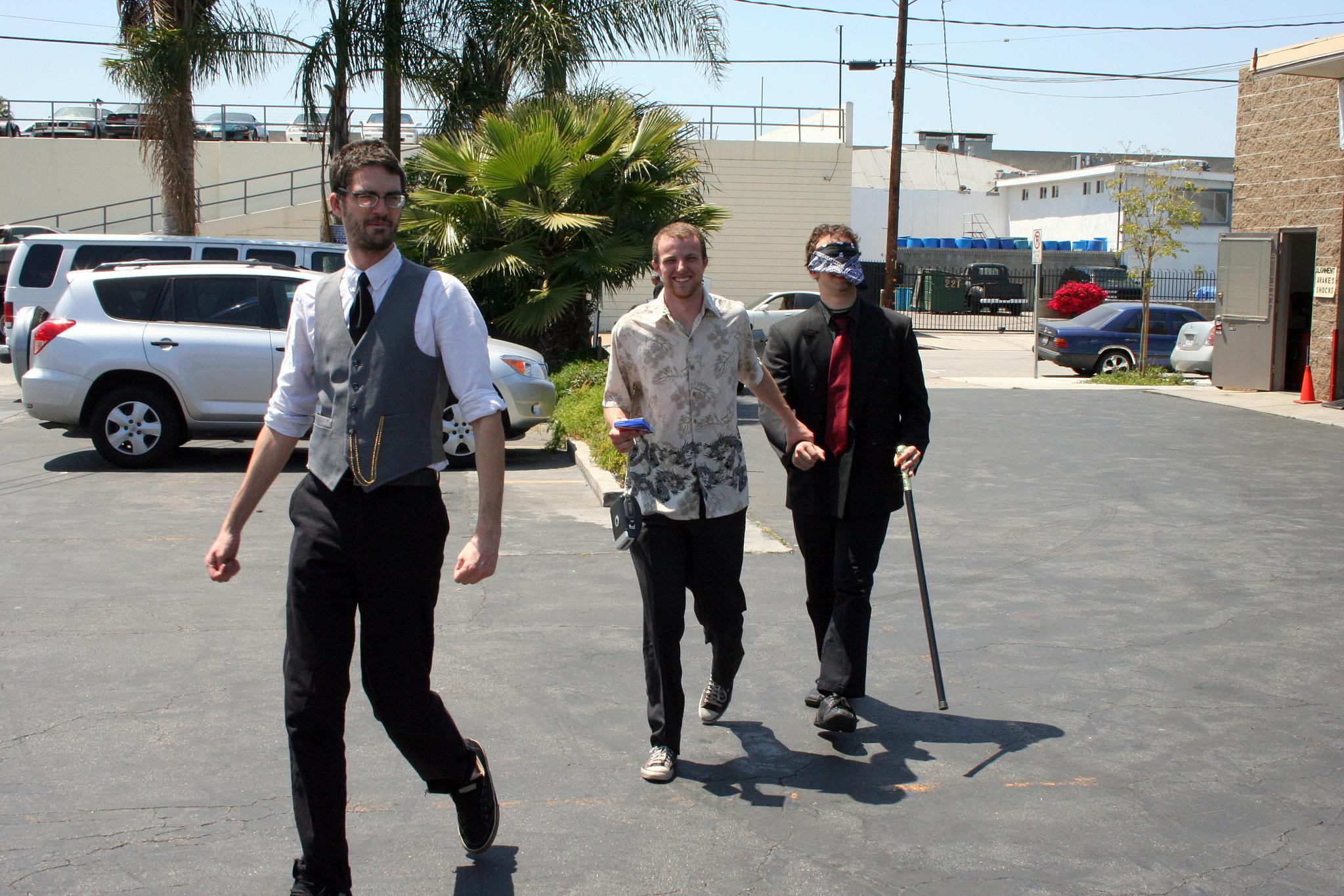
Un nubendo viene accompagnato al suo addio al celibato

L'addio al celibato è una festa tipica dei Paesi anglosassoni in onore di un uomo in procinto di sposarsi, tenuta nei giorni immediatamente precedenti le nozze, nella quale viene celebrato simbolicamente l'abbandono della condizione di celibe. Il rito sociale dell'addio al celibato è informato a uno spirito goliardico e vede la partecipazione dei più stretti amici del futuro sposo, tutti di sesso maschile. Tradizionalmente, l'addio al celibato è organizzato dal testimone dello sposo assieme alla cerchia degli amici più intimi.
Il senso di questo festeggiamento è il simbolismo di poter fare un'ultima notte da "single"; questo senso si intende che dal matrimonio in poi la vita si trasformerà in coppia.
Solitamente, sempre con questo spirito, lo svolgimento dei rispettivi festeggiamenti di nubilato e celibato, viene nascosto alla controparte, per mantenere lo spirito di "ultima notte celibe/nubile".

## Variazioni
La tradizione dell'addio al celibato è antica. Di recente si è anche affermato un festeggiamento simile e parallelo, organizzato dalle amiche della futura sposa, per la sposa stessa, noto come addio al nubilato.

### Germania
In Germania questa festa è chiamata Junggesellenabschied. Esiste anche un'altra festa che la coppia celebra congiuntamente prima del matrimonio chiamata Polterabend. In occasione del Polterabend, la notte prima del matrimonio, gli ospiti rompono un vaso di porcellana per augurare buona fortuna agli sposi. Si tratta probabilmente di una tradizione pre-cristiana: rompendo il vaso si ritiene che gli spiriti malevoli siano allontanati. Negli ultimi anni è divenuto più popolare un addio al celibato sullo stile anglo-americano.

### Francia
In Francia e in molte nazioni francofone l'addio al celibato è chiamato enterrement de vie de garçon, che significa "funerale della (vecchia) vita da ragazzo". Come nei paesi anglosassoni, questa festa è normalmente celebrata facendo bere allo sposo alcolici in grande quantità e sottoponendolo a delle vessazioni goliardiche.

### Inghilterra
In Inghilterra, le feste di addio al celibato sono normalmente festeggiate con dei brevi viaggi fuori città, della durata di un fine settimana, con la partecipazione di tutto il gruppo di amici dello sposo. Località famose per questo tipo di viaggi sono Bournemouth, Brighton, Cardiff, Nottingham, Edimburgo, Blackpool, Newcastle e Londra.

### Stati Uniti e Canada
Negli Stati Uniti, una destinazione molto abituale per l'organizzazione di addii al celibato è la città di Las Vegas. Di recente è diventato comune organizzare dei brevi viaggi anche a Montréal o in Messico.
Le feste di addio al celibato negli Stati Uniti sono normalmente caratterizzate da consumo massiccio di alcolici e spesso dalla presenza di spogliarelliste. Secondo tradizione, ciò che avviene nel corso della festa deve essere tenuto nascosto alla sposa: e deve trattarsi di tipi di festeggiamento che lei non approverebbe proprio in quanto l'intento della festa è celebrare l'ultima notte dello sposo da uomo libero, libero, ancora per poco, dell'influenza della moglie.
Altre destinazioni molto praticate sono le città del Canada, come Vancouver e Montreal, o le Cascate del Niagara, proprio a causa del gran numero di locali dedicati agli spogliarelli.